# Cabécou de Livernon
Pour la commune, voir Livernon.
Le Cabécou de Livernon est un fromage à pâte molle à croûte naturelle, originaire du département du Lot près de Livernon.
Cet article court présente un sujet plus développé dans : Cabécou.

## Présentation
C'est un fromage à la forme arrondie qui pèse 40 grammes. Il est recouvert d'une croûte fine et blanche, sa pâte est ferme. Il contient 40 % de matière grasse. Son affinage se fait en une semaine.

## Consommation
Les mois favorables pour le consommer vont du mois d'octobre au mois de mai. « Il peut se déguster cru à la fin du repas, mais aussi cuit, fondu dans une salade de roquette ou d'herbe ou peut servir à farcir quand il est frais des tomates, des pommes de terre ou des aubergines. ». Il est à accompagner d'un vin blanc ou d'un vin rosé.